# 洛封县
洛封县，唐朝县份。乾封三年（668年）置，治所在今广西壮族自治区宜州市东大曹。属柳州。元和十三年（818年）改为洛曹县。